# Heinz Kunert

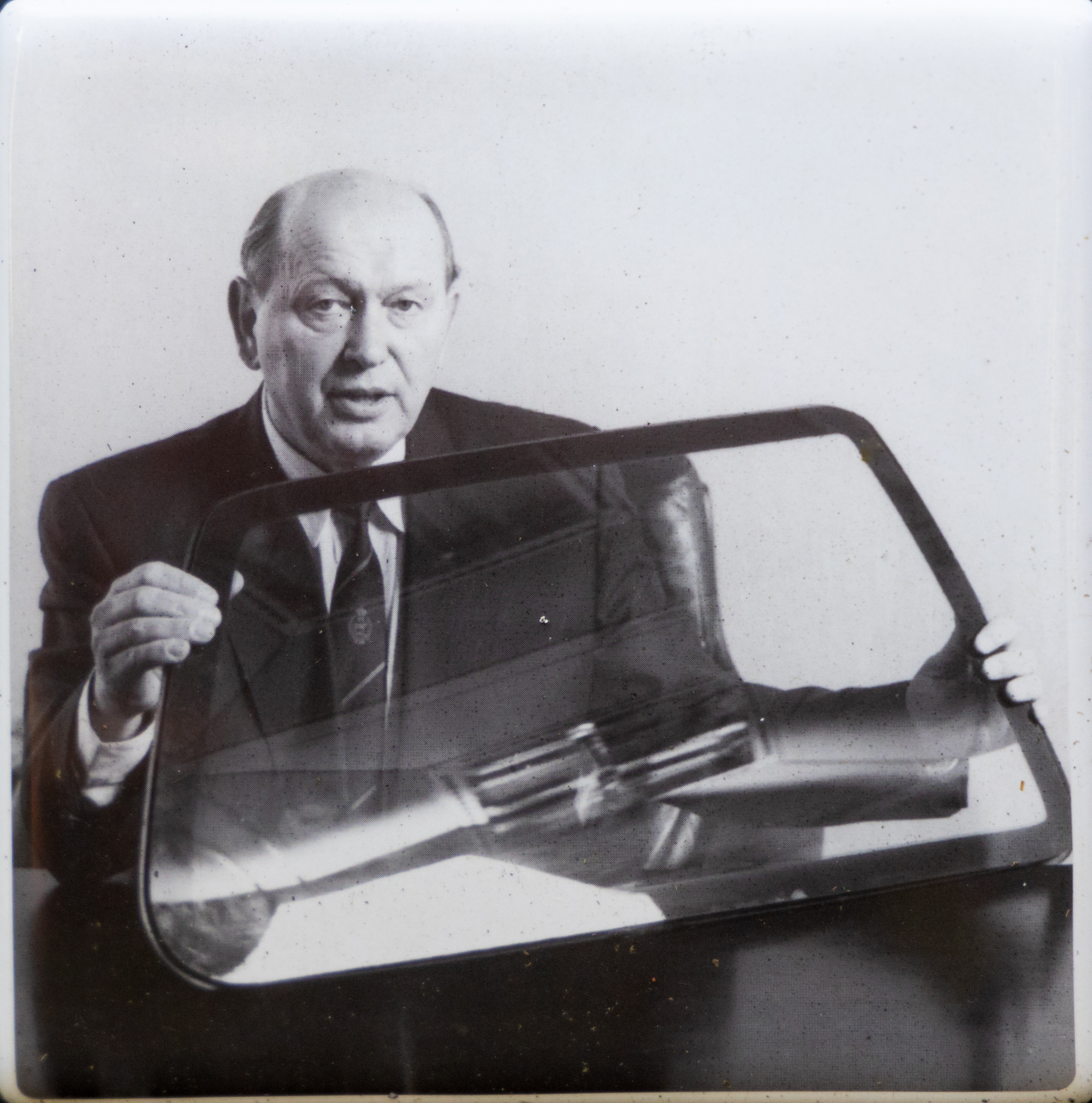
Foto auf dem Grabstein von Heinz Kunert

Heinz Kunert (* 25. März 1927 in Sarnau (Kreis Oppeln/Provinz Oberschlesien, heute Polen); † 6. April 2012 in Köln) war ein deutscher Erfinder und Experte für Verkehrssicherheit. Zu seinen zahlreichen Erfindungen zählen die heizbare Heckscheibe und die außenhautbündige Autoverglasung (Extrusion). Mehr als 50 Patente, Entwicklungen und Produktverbesserungen in den Bereichen Fahrzeugverglasung sowie Verletzungsschutz gehen auf ihn zurück.

## Leben
Im Jahre 1948 begann Heinz Kunert ein Studium der Philosophie, Psychologie und Physik an der Bonner Friedrich-Wilhelm-Universität, das er 1953 mit dem Dr. phil. summa cum laude abschloss. Danach schrieb er sich für Volkswirtschaft und Soziologie an der Universität Köln ein. Von 1951 bis 1954 war er Wissenschaftlicher Assistent in der damaligen Beratungs- und Forschungsstelle für Verkehrssicherheit des Ministeriums für Wirtschaft und Verkehr in Nordrhein-Westfalen tätig, wo er Forschungs- und Untersuchungsaufträge für das Bundesverkehrsministerium durchführte. Im Auftrag des Auswärtigen Amtes, besuchte er 1954 für sechs Monate Südafrika.
Von 1955 bis 1957 ging er einer freiberuflichen Tätigkeit nach, deren Schwerpunkt die Durchführung von Forschungsaufträgen für Bundes- und Landesverkehrsbehörden war. 1957 begann Kunerts Tätigkeit bei der Kölner Sekurit Glas-Union GmbH, wo ihm der Aufstieg vom Mitarbeiter zum Geschäftsführer in den Bereichen Technik, Produktentwicklung, Presse und Öffentlichkeitsarbeit gelang. Nach über 20-jähriger Tätigkeit im Unternehmen wurde er 1992 in den Ruhestand verabschiedet.

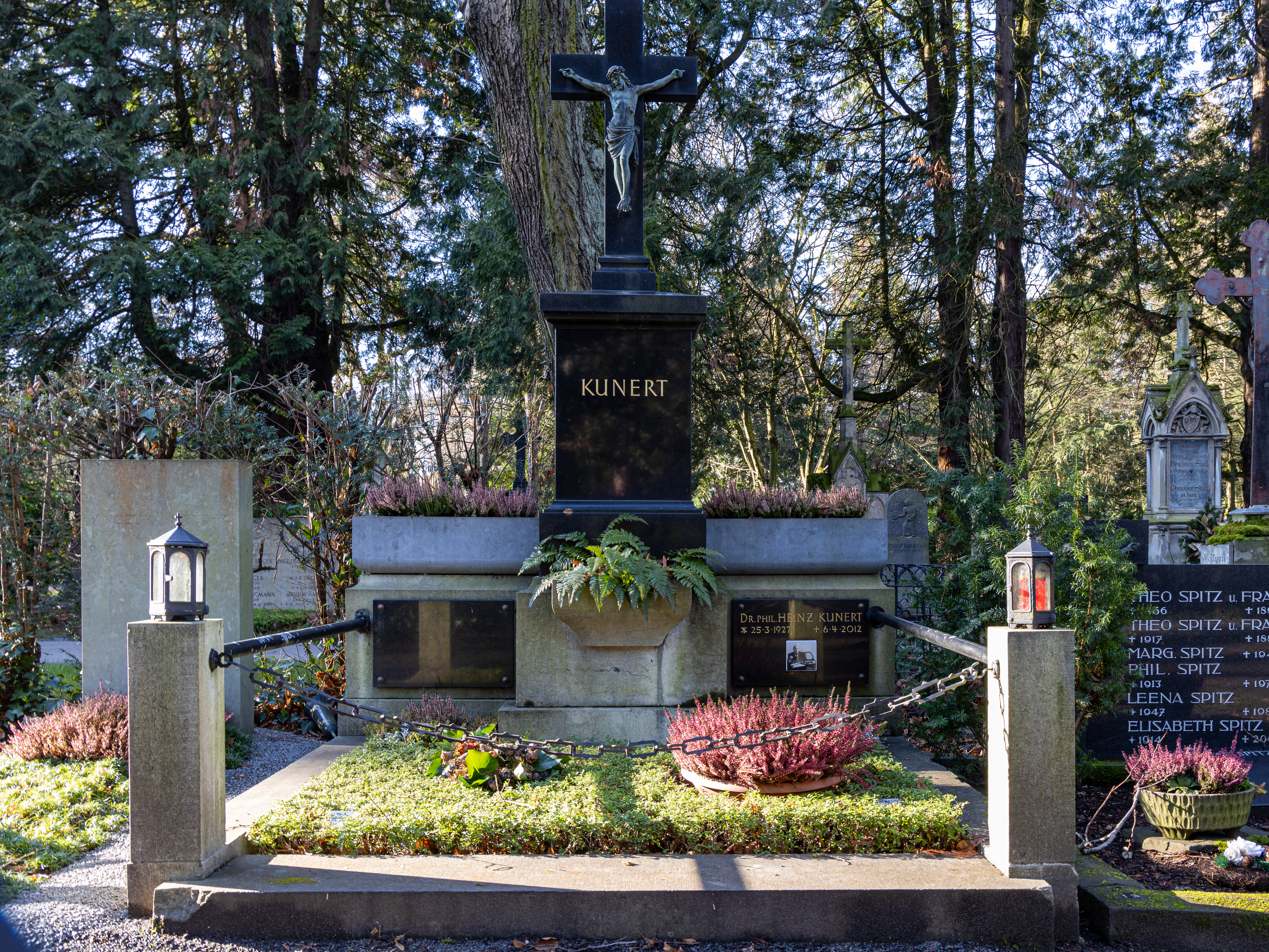
Grab von Heinz Kunert auf dem Kölner Melatenfriedhof

Kunert starb 2012 im Alter von 85 Jahren und wurde auf dem Kölner Melaten-Friedhof beerdigt.

## Patente und Erfindungen
- Erfinder der heizbaren Auto-Heckscheibe[3]
- Erfinder des „Kölner Lichtschreibers“ (Betätigung einer Schreibmaschine durch Kopfbewegung für Körperbehinderte)
- Erfinder der rahmenlosen Automobilverglasung[3] und zweistufigen Verklebungstechnik
- Kölner Solar-Dioden-Fenster
- Photovoltaische Kraft-Wärmekopplung